# Il pensionante (romanzo Georges Simenon)
Il pensionante (titolo orig. Le Locataire) è un romanzo poliziesco di Georges Simenon, scritto nella sua residenza di campagna, «La Richardière», a Marsilly, tra l'estate 1932 e l'autunno 1933. Fu pubblicato dapprima a puntate sul settimanale Marianne, dal numero 62 (del 27 dicembre 1933) al numero 71 del 28 febbraio 1934, e dato alle stampe lo stesso anno dall'editore Gallimard. 
Il romanzo è ambientato all'epoca della sua scrittura, gli anni Trenta, in Belgio (a Bruxelles e Charleroi) e in Francia (a La Rochelle).
A margine dell'indagine poliziesca, che occupa poco spazio, esso sviluppa uno studio psicologico dove l'incoscienza di un criminale, che vuole solo ricordare i momenti migliori del proprio passato, si mescola ai sentimenti ambigui dei personaggi che lo circondano.

## Trama
Il protagonista, Élie Nagéar, ha 35 anni, è un giovane turco, ma figlio di padre portoghese, esportatore di tabacco. In viaggio da Istanbul a Bruxelles, è imbarcato su una nave diretta in Belgio, dove spera di guadagnare come mediatore, vendendo dei tappeti. Celibe, é praticamente senza soldi, ma si dà un tono da gran signore facendo attenzione alle apparenze e ai dettagli. Sulla nave incontra una giovane belga, Sylvie Baron, che torna a casa dopo aver lavorato in vari cabaret del Cairo. I due diventano amanti, senza un profondo coinvolgimento affettivo.
A Bruxelles la coppia prende alloggio in un hotel. Élie non riesce a concludere l'affare dei tappeti e si ritrova a tasche vuote. Per caso, Élie sente una conversazione telefonica del vicino di camera d'albergo, Van der Cruyssen, un ricco olandese che deve portare a Parigi una valigia piena di migliaia di franchi. Senza dire nulla a Sylvie, egli sale sul treno, l'Espresso Bruxelles-Parigi, e prende posto nello stesso scompartimento. Aspetta la notte, e quando l'olandese dorme, con una chiave inglese che aveva precedentemente acquistato, lo uccide. Non si cura minimamente dei particolari che potrebbero farlo riconoscere. Scende dal treno e ritorna a Bruxelles, dove confessa a Sylvie di aver assassinato l'uomo per impossessarsi del denaro, consegnandole poi una parte dei soldi.
Élie è quasi certo di avercela fatta ma, dai giornali, i due apprendono che la polizia dispone dei numeri di serie delle banconote. Sino ad allora erano riusciti a scambiare pochi biglietti di grosso taglio.
Iniziano le indagini e il tracciamento dei biglietti di banca. Élie comincia a dare segni di cedimento ma non vuole fuggire all'estero nel timore di essere riconosciuto.
Sylvie lo convince a nascondersi presso i suoi genitori a Charleroi, dove sua madre, Madame Baron, gestisce una pensione per studenti stranieri, in parte divisi da pregiudizi e rivalità nazionali e religiose. Elia paga la pigione di un mese con una banconota da mille franchi. Lì, tra i familiari di Sylvie e gli inquilini, spesso rannicchiati in cucina, Nagéar trova un rifugio rilassante: cerca di farsi benvolere soprattutto dalla madre raccontando della vita in Turchia. È la cucina riscaldata, il luogo privilegiato in cui tutti, a turno, trascorrono la maggior parte del tempo. Il clima però non tarda a diventare un po' opprimente. In particolar modo, la figlia minore, Antoinette, lo tratta con sufficienza giudicandolo uno sbruffone.
Ognuno a modo suo, con reazioni diverse, scoprirà o indovinerà che è Elie l'assassino in fuga di cui parlano i giornali. Sono però commossi o turbati dall’idea della pena di morte che potrebbe colpirlo presto, poiché il delitto è stato commesso in territorio francese (dove, all'epoca, la pena capitale era ancora in vigore). Antoinette nutre dei sospetti, che vengono confermati quando riceve una lettera dalla sorella, che nel frattempo era stata individuata dalla polizia come compagna dell'assassino ma non incriminata per complicità. Nella lettera, Sylvie intima alla sorella di far andare via Élie, anche perché i giornali hanno reso pubblico il nome dell'omicida. Una mattina, però, la polizia, che ha rintracciato Sylvie ed è sulle sue tracce, verrà ad arrestarlo.
Élie non può più fingere e in una scena di disperazione supplica la signora Baron di non denunciarlo, dato che rischia la ghigliottina. La madre rimane impressionata dalla sincerità dell'implorazione e si confida con gli altri pensionanti sul da farsi, così che ad uno ad uno vengono a sapere della cosa, ma nessuno denuncia.
La vita in casa apparentemente riprende normalmente e tutti aspettano che Élie se ne vada come aveva promesso. Lui, con tutto ciò, continua a recitare la parte come se niente fosse successo; la sera del compleanno del capofamiglia, che è l'unico a non sospettare nulla, gli regala una costosa penna stilografica. Comunque, la polizia è riuscita a ricostruire i movimenti di Sylvie e intuisce dove sia nascosto Élie.
Quando lo vanno a prendere, Élie, non rendendosi nemmeno conto del proprio comportamento imprudente, accusa ingiustamente Sylvie di averlo tradito e denunciato.
A Élie viene risparmiata la pena capitale ma è condannato ai lavori forzati nel carcere de'Ile de Ré.
Il giorno dell'imbarco nel porto di La Rochelle, due donne in nero che non si conoscono, cercano di vedere, una all'insaputa dell'altra, tra i molti detenuti, il prigioniero, ma senza riuscirvi. Una delle due era la sorella arrivata da Istanbul, l'altra la signora Baron, che dal Belgio aveva attraversato tutta la Francia. Partiranno entrambe sullo stesso treno, senza conoscersi.

## Edizioni italiane
- L'ospite di riguardo, traduzione di Elena Cantini, Collana Il Girasole. Biblioteca Economica n.175, Milano, Mondadori, 1962.
- Il pensionante, traduzione di Laura Frausin Guarino, Collana Biblioteca n.631, Milano, Adelphi, 2015, ISBN 978-88-459-2958-8.